# Георги Райчевски
Георги Райчевски е български журналист и писател.

## Биография
Роден е през 1939 г. в Кърджали. Завършва журналистика в Софийския университет. От 1968 г. се установява в Пловдив. За кратко е редактор в Радио Пловдив и кореспондент на Българска телеграфна агенция. Редактор е в културния отдел на вестник „Отечествен глас". Той е основател на вестник „Пловдивски университет“.
Умира на 31 октомври 2017 г. в Пловдив.

## Творчество
Автор е на книгите „Завинаги в сърцата ни“ (1982), „До златната звезда“ (1984), „Грандкафе „Кристал“ (1998), „Пловдивска енциклопедия“ (1999), „In memoriam“ (2005), „Пловдивските кметове“ (2005), „Пловдивските почетни граждани“ (2006), „Време на надежди“ (2009).

## Награди
Удостоен е с „Почетен знак на Пловдив“ за журналистическото и публицистичното му творчество и е носител на голямата награда „Йосиф Хербст“ на Съюза на българските журналисти за цялостен принос към българската журналистика.